# Ulisses Tavares da Silva
Pour les articles homonymes, voir Tavares.
Ulisses Tavares da Silva Filho, né le 10 août 1945, est un ancien arbitre de football brésilien .

## Carrière
Il a officié dans des compétitions suivantes :
- Coupe du monde de football des moins de 17 ans 1991 (2 matchs)
- Coupe des confédérations 1992 (1 match)